# تپه نادری (مشهد)
تپه نادری؛ نام تپه‌ای باستانی مربوط به دورهٔ پیشاتاریخ تا تاریخی است و در شهرستان مشهد، بخش احمدآباد، دهستان سرجام، روستای احمدآباد طرق واقع شده و این اثر در تاریخ ۲۵ اسفند ۱۳۷۹ با شمارهٔ ثبت ۳۶۸۲ به‌عنوان یکی از آثار ملی ایران به ثبت رسیده‌است.